# Wimereux
Wimereux – miejscowość i gmina we Francji, w regionie Hauts-de-France, w departamencie Pas-de-Calais.
Według danych na rok 1990 gminę zamieszkiwało 7109 osób, a gęstość zaludnienia wynosiła 922 osób/km² (wśród 1549 gmin regionu Nord-Pas-de-Calais Wimereux plasuje się na 124. miejscu pod względem liczby ludności, natomiast pod względem powierzchni na miejscu 467.).

## Znane osoby
Maurice Boitel, malarz, należał do ruchu artystycznego, zwanego La Jeune Peinture (Młode Malarstwo), wywodzącego się z École de Paris.

## Współpraca
- Herne Bay, Wielka Brytania
- Schmallenberg, Niemcy